# 蛛蠅科
蝙蝠蠅科，或稱蛛蠅，是雙翅目有瓣亞組昆蟲下的一科。該科物種缺乏複眼、身體扁平、無翅，六足向後折疊，頭部藏在胸部背面的溝槽中，形似蜘蛛，外表與多數善於飛行、複眼發達的同目成員大異其趣。

## 生活史
蝙蝠蠅遍布全世界，主要棲居於蝙蝠巢中。幼蟲屬卵胎生，離開母體後會馬上化蛹，感應到蝙蝠的體溫時就會羽化。成蟲一生都寄宿在蝙蝠身上，靠吸食宿主的血液維生。